# San Javier (Río Negro)

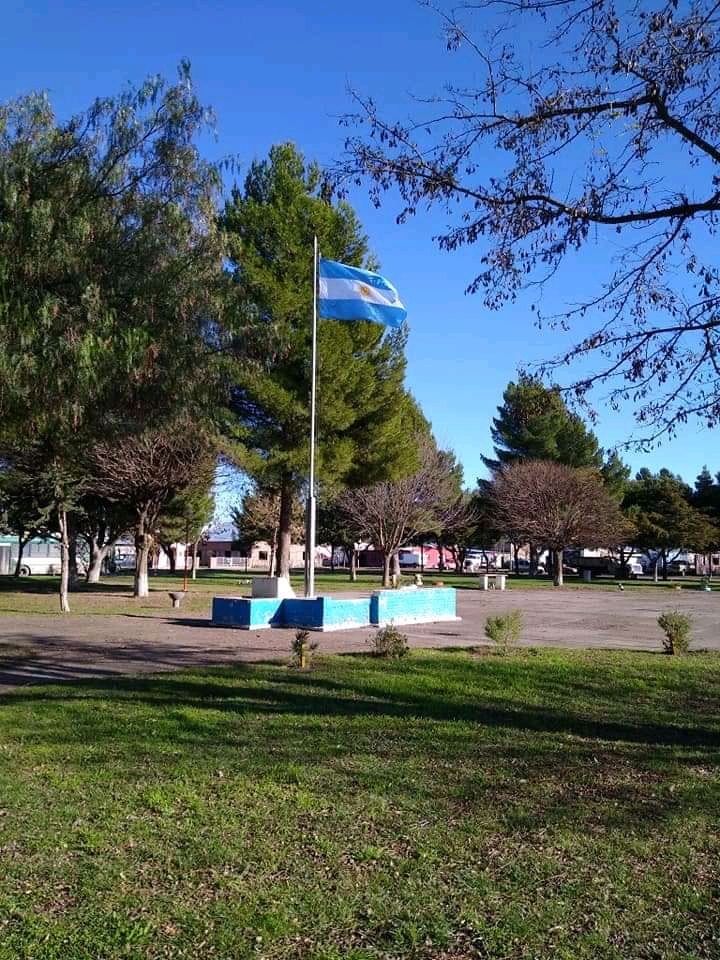
Plaza de San Javier, ubicada en el centro del pueblo, en ella se encuentra la comisión de fomento y alrededor de la misma, el jardín de infantes, la escuela primaria, secundaria y un polideportivo.

Fuerte San Javier llamado San Javier hasta el 2011 es una localidad argentina del departamento Adolfo Alsina, en la provincia de Río Negro.
Destaca por la antigüedad de su fundación (siglo XVIII) y es uno de los Establecimientos coloniales de la Patagonia atlántica.

## Toponimia
Su nombre se debe al Alférez Francisco Javier Piera, quien tomó posesión como su comandante el 1° de julio de 1782, por orden del Superintendente Francisco de Viedma, cuando las Provincias Unidas del Río de la Plata eran un Virreinato del Rey Carlos lll de España, siendo Virrey con asiento en Buenos Aires.

## Geografía física

### Ubicación
Se encuentra 30 km al oeste de la ciudad de Viedma, comunicada por la RN 3 y RN 250.

## Economía
Las actividades económicas de San Javier son las propias de la producción agropecuaria del Valle Inferior del Río Negro. Se centran en la producción de frutos secos (Nogales y Avellanos, unas 900 hectáreas). Producción de manzanas, duraznos, peras, uvas. Producción de alfalfa para corte. Granos como maíz y cereales de invierno. Horticultura especializada en cebolla, zapallo y diversificada a campo en invernaderos (principalmente hortalizas de hojas bajo cubierta y zanahorias, verduras de hoja y crucíferas a campo). La producción pecuaria destaca la cría e invernada de ganado vacuno, lanar y porcino. Además muchas chacras cría animales de granja como gallinas, pavos y gansos) El tambo se destaca en una explotación a gran escala y varios familiares. Existen, además, un galpón de empaque de hortalizas, dos cámaras de acopio de frutas, de acopio de miel, elaboración de dulces y conservas, vinos de mesa y algunos establecimientos dedicados al turismo rural y avistaje de aves. También se puede disfrutar del Balneario de San Javier.

## Población
Contó con 530 habitantes (Indec, 2010), lo que representó un incremento del 35% frente a los 392 habitantes (Indec, 2001) del censo anterior. 
El censo 2022 arrojó 805 viviendas con una población estable de 2.053 habitantes en el municipio. Además, el censo dio a conocer datos de su composición poblacional (733 hombres 569 mujeres), población urbana sin población rural dispersa o localidades dispersas en el municipio (1302) densidad y área urbana.
Estos datos vuelven a la localidad como la más poblada de las Comisiones de Fomento en la provincia y la que más vivienda tiene.
| Gráfica de evolución demográfica de San Javier entre 1991 y 2022 |
|                                                                  |
| Fuente: Censos nacionales del INDEC                              |